# Shopaholic – Die Schnäppchenjägerin
Shopaholic – Die Schnäppchenjägerin (Originaltitel: Confessions of a Shopaholic) ist eine romantische Filmkomödie des Regisseurs P. J. Hogan aus dem Jahr 2009. Der Film basiert auf zwei Romanen, Die Schnäppchenjägerin und Fast geschenkt, von Sophie Kinsella. In den Hauptrollen agieren Isla Fisher, Hugh Dancy und Krysten Ritter. In weiteren Rollen sind u. a. John Goodman, Lynn Redgrave und Joan Cusack zu sehen.

## Handlung
Rebecca Bloomwood arbeitet zu Beginn als Journalistin bei einem Gärtnermagazin; im Wesentlichen schreibt sie die Informationen aus Pressemitteilungen ab.
Sie fühlt sich nicht wohl in ihrem Job und findet dafür Ablenkung durch lange Shoppingtouren. Sie ist regelrecht besessen davon, Dinge zu erstehen, und umso größer ist der Schreck, als sie eine Mahnung bekommt, dass sie alle ihre Kreditkarten um mehrere tausend Dollar überzogen hat.
Rebecca verdrängt dies jedoch schnell und ignoriert ihre Schulden auch bei weiteren Shoppingtouren. Richtig problematisch wird es erst, als Rebecca erfährt, dass das Magazin, für welches sie arbeitet, eingestellt und ihr Job fristlos gekündigt wird. Daraufhin ergreift sie die Chance, sich bei der Modezeitschrift Allette zu bewerben. Auf dem Weg zum Vorstellungsgespräch kauft sie sich einen grünen Schal der fiktiven Marke Denny&George. Die böse Überraschung erlebt sie erst, als sie im Gebäude von Dantay-West, wo sich unter anderem die Büros von Alette befinden, feststellt, dass die von ihr gewünschte Stelle bereits intern an Alicia Billington vergeben worden ist.
Aus Mitleid rät der Portier Rebecca, sich bei dem Wirtschaftsmagazin Successful Saving – auch ein Magazin der Dantay-West-Gruppe – zu bewerben, um dieses als Sprungbrett zu nutzen, damit sie letzten Endes doch den heiß ersehnten Job bei Alette bekommt. Prompt sitzt sie in einem Vorstellungsgespräch mit Luke Brandon, dem Herausgeber des Magazins. Dieses Gespräch ist jedoch vor allem durch Rebeccas Unkenntnis im Bereich der Finanzwelt und haarsträubende Erklärungsversuche zum Scheitern verurteilt.
Enttäuscht über den Misserfolg schreiben Rebecca und ihre beste Freundin Suze Cleath-Stuart zwei Briefe. In dem einen will die Protagonistin Alette Naylor durch einen Artikel über Schuhe von ihrem Talent als Journalistin überzeugen, in der Hoffnung, vielleicht doch noch eine Stelle bei der Modezeitschrift zu erhalten. Der zweite Brief gilt Luke Brandon, in dem Rebecca ihrem Ärger über den Redakteur freien Lauf lässt. Aufgrund des Alkoholpegels, verursacht durch den Tequila, den Suze und Rebecca tranken, während sie Rebeccas Schulden zusammenrechneten, kommt es aber zu einem verheerenden Missverständnis. Der ursprünglich an Alette adressierte Brief steckt in dem an Luke Brandon adressierten Kuvert, und andersherum. Dieser Tausch fällt allerdings erst auf, als der völlig begeisterte Redakteur bei Rebecca anruft, um ihr doch den Job bei Succesfull Saving anzubieten.
Beim zweiten Anlauf schafft es Rebecca Bloomwood schließlich, sich mit einem einschlagenden Artikel einen Namen zu machen, als „Die Frau mit dem grünen Schal“.
Sie bekommt eine feste Kolumne, in der sie Ratschläge zu einem Thema gibt, das ihr selbst Probleme bereitet: der Umgang mit Geld.
Da sie ihre Kreditkarten nicht ausgleicht, sondern munter weitershoppt, erhält sie weiterhin Mahnungen. Auch versucht der Angestellte der Bank hartnäckig sie nun auch telefonisch zu kontaktieren und zum Ausgleich der Forderungen zu bewegen. Sie jedoch wimmelt ihn immer wieder ab und erfindet – teils haarsträubende – Ausreden.
Ihre Mitbewohnerin und beste Freundin Suze macht sich Sorgen und schickt sie zu der Selbsthilfegruppe „Die anonymen Shopaholics“, jedoch ohne Erfolg.
Wieder einmal verdrängt Rebecca ihre finanziellen Probleme und ist ganz begeistert über den Fluchtweg, den ihr Chef ihr bietet: Er nimmt sie mit nach Miami, um sie einigen wichtigen Leuten vorzustellen.
Dort lernt sie ihn von einer neuen Seite kennen. Nach einer gemeinsamen Shoppingtour und einem heiteren Abend treffen sie dann auf Alicia, die Luke mit einem Kuss begrüßt.
Rebecca ist wie vor den Kopf gestoßen, versucht aber, sich dies nicht anmerken zu lassen. Sie zieht sich mit einer Ausrede zurück. Später jedoch gesteht Luke ihr, dass er sie für etwas Besonderes hält und sie sehr mag, schließlich küsst er sie.
In Glück schwelgend trifft Rebecca am nächsten Morgen zufällig auf Derek Smeath. Sie hat allen erzählt, es sei ihr Exfreund, der sie dauernd belästige, um erklären zu können, warum sie seine ständigen Anrufe im Büro nicht beantwortet. In Wahrheit jedoch ist er Außendienstmitarbeiter einer Inkassoagentur, der hartnäckig versucht, mit ihr Kontakt aufzunehmen, um ihre Schulden einzutreiben. Das Treffen verläuft vorerst ohne offensichtliche Folgen – außer dass er nun weiß, wie sie aussieht.
Für ihren Fernsehauftritt in einer Talkshow als „Die Frau mit dem grünen Schal“ kauft Rebecca sich wieder mal ein neues Kleid. Doch bei ihrem nächsten Treffen der Selbsthilfegruppe wird sie gezwungen dieses, zusammen mit dem Brautjungfernkleid für Suzes baldige Hochzeit, einem Secondhandladen zu spenden. Sie schafft es, ein Kleid herauszuhandeln, und entscheidet sich gegen das Brautjungfernkleid.
In der Show selbst sitzt Smeath im Publikum und erklärt vor laufender Kamera, dass Rebecca hoch verschuldet sei. Luke, der daraufhin für Rebecca Partei ergreift und – aufgrund Rebeccas früheren falschen Behauptungen – Smeath als ihren stalkenden Exfreund Derek darstellt, muss nach weiterem verbalen Schlagabtausch mit Smeath einsehen, dass sie gelogen hat.
Öffentlich gedemütigt muss Rebecca sich nun auch noch eine Standpauke von Luke anhören, der das Vertrauen in sie verloren hat. All ihre Lügen, die sie über die Monate gesponnen hat, werden nun aufgedeckt, und als Suze eine Frau auf der Straße mit dem Brautjungfernkleid herumlaufen sieht, reagiert sie total aufgelöst und lässt ihre ‚Bex‘ draußen stehen. Nun hat sie niemanden mehr.
Während Suze zu ihren Eltern flieht, verzieht sich auch Rebecca zu ihren Eltern. Ihr Vater ist bereit sein geliebtes Wohnmobil zu verkaufen, um ihre Schulden zu begleichen.
Luke hat gekündigt und erfährt von Alicia, dass die Chefredakteurin der Modezeitschrift Bloomwood als Redakteurin anwerben will. Obwohl sich Rebecca zuerst freut, lehnt sie dieses Angebot dankend ab. Stattdessen eilt sie zu ihrer Selbsthilfegruppe und veranstaltet mit ihnen einen Verkauf ihrer Kleider und Schuhe, die sie im Laufe der Jahre gehamstert hatte. Sie hat nun eingesehen, dass es in ihrem Leben auf mehr ankommt als nur auf Kleidungsstücke. Sogar ihr grüner Schal, der als ihr Markenzeichen diente, wird versteigert. Von dem Erlös kann sie ihre Schulden bezahlen, was sie mit in diversen Gläsern verstautem Kleingeld tut.
Auf Suzes Hochzeit erscheint sie dann doch noch mit ihrem Brautjungfernkleid, das sie der Frau durch ein Tauschgeschäft abluchsen konnte.
Die zwei Freundinnen versöhnen sich wieder.
Auf ihrem Heimweg nach der Trauung läuft Rebecca an einem Modegeschäft vorbei, und obwohl sie durch die Kleiderpuppen verlockt wird, etwas zu kaufen, widersteht sie schlussendlich der Versuchung. Als sie stolz auf sich selbst und erfreut weiter die Schaufenster entlangläuft, steht auf einmal Luke vor ihr. Dieser gibt ihr den grünen Schal wieder und gesteht ihr, dass er jemanden geschickt hat, um für ihn den Schal zu erwerben.
Im Abspann erzählt Rebecca, dass sie in Lukes neuer Zeitschrift mitarbeitet und dem Shoppen abgeschworen hat. Sie ist nun mit ihm zusammen und genießt die freie Zeit, die sie jetzt ohne ihre Shoppingtouren für andere Dinge hat.

## Kritiken
„Dem Film und seiner kapriziösen Heldin tut es ausgesprochen gut, dass sie sich keine Sekunde für ihre Oberflächlichkeit schämen, sondern stattdessen den schönen Schein exzessiv zelebrieren.“

„Verwandte Seelen finden sich in dieser witzigen Welt von Konsumviren und romantischen Gegenmitteln, in der viele Frauen sich emotional wiedererkennen und in Isla Fisher (‚Die Hochzeits-Crasher‘) eine Sympathieträgerin mit Humor und Herz entdecken können.“

„Der eine Teil des Films setzt sich überraschend ernsthaft mit dem Phänomen der Kaufsucht auseinander. Der andere Teil, Rebeccas Flirt mit ihrem Vorgesetzten, ist ein auf junge Frauen zugeschnittenes Märchen. Beim Versuch, beides in einer mehr flüssigen Story zu vereinen, gelingt Regisseur P. J. Hogan (‚Die Hochzeit meines besten Freundes‘) jedoch wenig. […] Immerhin sind die Darsteller sympathisch.“

„Unterhaltsame, von der talentierten Hauptdarstellerin weitgehend getragene romantische Komödie, die sich freilich zu sehr auf simplen Slapstick-Humor verlässt statt das satirische Potenzial des Stoffs auszuschöpfen.“

## Sonstiges
Der Trailer beginnt mit dem Lied Disturbia von Rihanna. Außerdem wird von Rihanna das Lied Music of the sun verwendet.
Insgesamt gibt es zwei Deutsch-Synchronisationen. Die erste Synchronisation wurde noch im Trailer verwendet, welche auf der DVD nicht mehr vorhanden war. Außerdem wurden bei der zweiten Synchronisation einige Sätze vollkommen geändert oder ganz weggelassen.

## Soundtrack
Der Soundtrack zum Film ist seit dem 13. März erhältlich. Er umfasst 14 Titel von verschiedenen Künstlern. Unter anderem wirken The Pussycat Dolls (Bad Girl) und Natasha Bedingfield (Again) sowie Lady Gaga (Fashion) als bekannte und erfolgreiche Künstlerinnen mit.
Titel
1. „Accessory“ (Jordyn Taylor)
2. „Fashion“ (Lady Gaga)
3. „Blue Jeans“ (Jessie James and the Odd Balls)
4. „Uncontrollable“ (Adrienne Bailon)
5. „Calling You“ (Kat DeLuna)
6. „Stuck With Each Other“ (Akon and Shontelle)
7. „Unstoppable“ (Kat DeLuna)
8. „Big Spender“ (Adrienne Bailon)
9. „Bad Girl“ (The Pussycat Dolls)
10. „Again“ (Natasha Bedingfield)
11. „Takes Time To Love“ (Trey Songz)
12. „Girls Just Wanna Have Fun“ (Greg Laswell)
13. „Don’t Forget Me“ (Macy Gray)
14. „Shopaholic Suite (Score)“ (James Newton Howard)